# Ống kính Canon EF 70–200mm

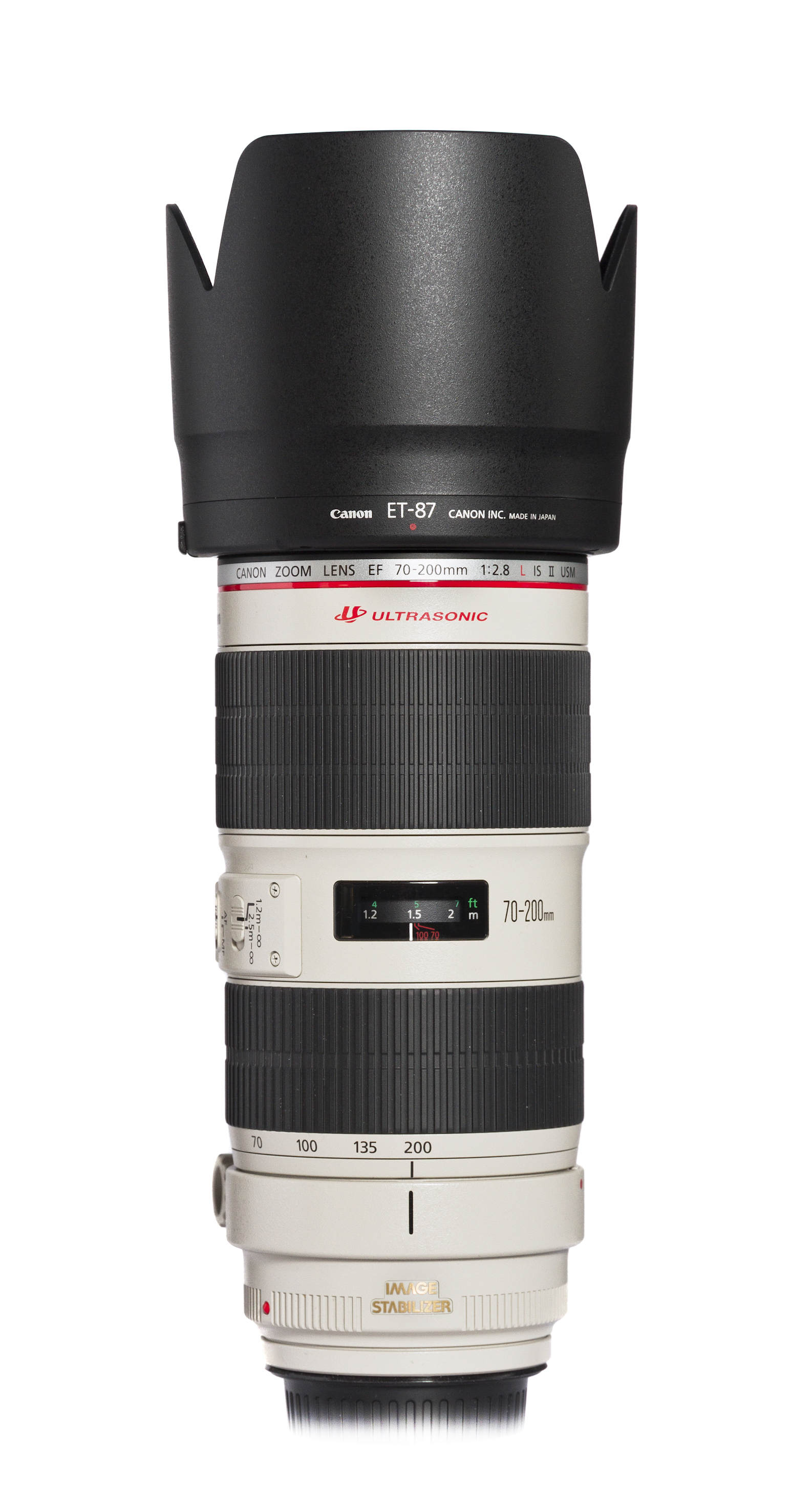
Canon EF 70-200mm f2.8L IS II USM được lắp hood

EF 70–200mm lens là ống kính zoom tele sản xuất bởi Canon Inc. Ống kính này sử dụng ngàm EF nên nó có thể được lắp lên bất kì thân máy nào thuộc dòng EOS.
Họ 70-200 có 5 phiên bản khác nhau, đều có 1 khẩu độ tại mọi tiêu cự, và chúng đều thuộc dòng L.
- f/2.8L IS USM
- f/2.8L IS II USM
- f/2.8L USM
- f/4L IS USM
- f/4L USM

Phiên bản f/4L USM là phiên bản rẻ nhất của họ 70-200, rất thông dụng bởi những người chụp ảnh phong cảnh cũng như những người muốn có ống kính dòng L mà không phải bỏ hàng ngàn USD. Các phiên bản có khẩu độ 2.8 được sử dụng rộng rãi bởi các nhiếp ảnh gia và các nhà báo, một số nhiếp ảnh gia chân dung sử dụng chúng để có được hậu cảnh mờ nhòe, làm nổi bật chủ thể. Phiên bản f/2.8L USM được công bố từ năm 1995 nhắm thay thế cho EF 80–200mm f/2.8L. Phiên bản f/2.8L IS có 8 lá khẩu giúp cho bokeh có hình gần tròn cũng như giữ vững máy tới 3 stop. Các phiên bản f/2.8 và f/4 có IS đều chống thời tiết (chống nước và bụi) và chúng sẽ phát huy hiệu quả khi lắp lên các body dòng 1D. Chống thời tiết không có nghĩa chúng chống lại hoàn toàn các tác động từ ngoài môi trường, mà chỉ là chúng chịu đựng tốt hơn một chút so với các phiên bản không có chống thời tiết. Ngoài ra, các ống này tương thích với các ống nhân tiêu cự Extender 1.4x và 2x của Canon.

## Hệ số crop
Khi sử dụng với các thân máy Canon có cảm biến APS-C 1.6x hay APS-H 1.3x, trường nhìn sẽ tương đương ống kính 112–320mm hoặc 91–260mm gắn trên máy dùng cảm biến full-frame.

## Nút

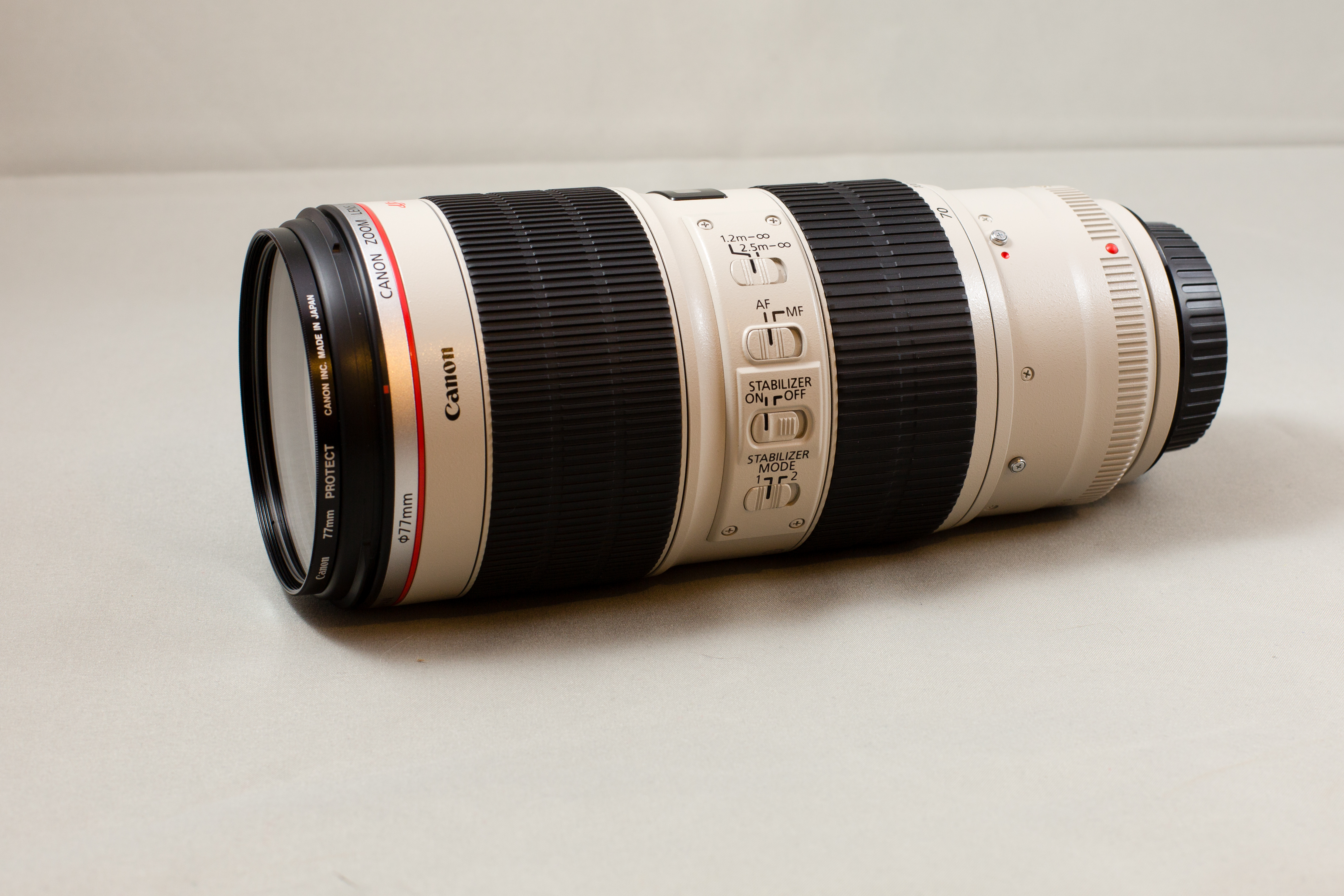
Mặt trái ống EF 70-200 mm f-2.8 IS II USM, với 4 nút: nút giới hạn khoảng cách AF gần nhất, chuyển AF-MF, bật tắt ổn định hình ảnh, chuyển chế độ ổn định hình ảnh

Vấn đề gây khó khăn cho người dùng là nút AF và IS, chúng có thể bị trượt đi trong quá trình cầm tay. Một số nhiếp ảnh gia giải quyết điều này bằng cách dùng gaffer tape bọc quanh phần gờ máy có nút. Tiếp nhận phản hồi từ người dùng, Canon đã thiết kế lại phần nút nhằm tránh sự cố "gạt nhầm" khi sử dụng trên các phiên bản f/4L IS, f/2.8L IS, f/2.8L IS II.

## Thông số kỹ thuật
| Thuộc tính              | f/2.8L IS II USM       | f/2.8L IS USM          | f/2.8L USM               | f/4L IS USM           | f/4L USM         |
| ----------------------- | ---------------------- | ---------------------- | ------------------------ | --------------------- | ---------------- |
| Hình ảnh                |                        |                        |                          |                       |                  |
| Đặc điểm chính          |                        |                        |                          |                       |                  |
| Ổn định hình ảnh        | Có, thế hệ 3 (4 stop)  | Có, thế hệ 2 (3 stop)  | Không                    | Có, thế hệ 3 (4 stop) | Không            |
| Chống thời tiết         | Có                     | Có                     | Không                    | Có                    | Không            |
| USM                     | Có, dạng vòng          | Có, dạng vòng          | Có, dạng vòng            | Có, dạng vòng         | Có, dạng vòng    |
| dòng L                  | Có                     | Có                     | Có                       | Có                    | Có               |
| Giảm nhiễu xạ quang học | Không                  | Không                  | Không                    | Không                 | Không            |
| Macro                   | Không                  | Không                  | Không                    | Không                 | Không            |
| Dữ liệu kỹ thuật        |                        |                        |                          |                       |                  |
| Khẩu độ tối đa          | f/2.8                  | f/2.8                  | f/2.8                    | f/4.0                 | f/4.0            |
| Khẩu độ tối thiểu       | f/32                   | f/32                   | f/32                     | f/32                  | f/32             |
| Đường kính tối đa       | 89mm                   | 86mm                   | 85mm                     | 76mm                  | 76mm             |
| Góc nhìn ngang          | 29°–10°                | 29°–10°                | 29°–10°                  | 29°–10°               | 29°–10°          |
| Góc nhìn dọc            | 19°30'–7°              | 19°30'–7°              | 19°30'–7°                | 19°30'–7°             | 19°30'–7°        |
| Góc nhìn chéo           | 34°–12°                | 34°–12°                | 34°–12°                  | 34°–12°               | 34°–12°          |
| Số nhóm/số thấu kính    | 19/23                  | 18/23                  | 15/18                    | 15/20                 | 13/16            |
| Số lá khẩu              | 8                      | 8                      | 8                        | 8                     | 8                |
| Khoảng lấy nét gần nhất | 1,2m                   | 1,4m                   | 1,5m                     | 1,2m                  | 1,2m             |
| Độ phóng đại tối đa     | 0,21                   | 0,17                   | 0,16                     | 0,21                  | 0,21             |
| Dữ liệu vật lý          |                        |                        |                          |                       |                  |
| Khối lượng              | 1490g                  | 1470g                  | 1310g                    | 760g                  | 705g             |
| Chiều dài               | 197mm                  | 197mm                  | 194mm                    | 172mm                 | 172mm            |
| Đường kính kính lọc     | 77mm                   | 77mm                   | 77mm                     | 67mm                  | 67mm             |
| Phụ kiện                |                        |                        |                          |                       |                  |
| Hood                    | Dạng hoa tulip (ET-87) | Dạng hoa tulip (ET-86) | Dạng hoa tulip (ET-83II) | Ống tròn (ET-74)      | Ống tròn (ET-74) |
| Thông tin ra mắt        |                        |                        |                          |                       |                  |
| Thời điểm công bố       | Tháng 1-2010           | Tháng 8-2001           | Tháng 3-1995             | Tháng 11-2006         | Tháng 9-1999     |
| Đang sản xuất?          | Có                     | Không                  | Có                       | Có                    | Có               |
| Giá khởi điểm US$       | $2.099                 | $1.999                 | $1.349                   | $1.199                | $649,99          |